# Paraboea peltifolia
Paraboea peltifolia är en tvåhjärtbladig växtart som beskrevs av Ding Fang och L. Zeng. Paraboea peltifolia ingår i släktet Paraboea och familjen Gesneriaceae. Inga underarter finns listade i Catalogue of Life.